# Echinopsis spachiana
Echinopsis spachiana là một loài xương rồng tự nhiên ở Nam Mỹ. Thường được trồng trong các chậu hoặc trồng trên các hòn non bộ. Echinopsis spachiana có thân màu xanh lá nhạt, với các gai màu vàng dài 1–2 cm, có dáng hình trụ tròn.
Echinopsis spachiana đặt chiều cao đến 2 m (7 ft), đường kính 5–6 cm (2–2+1⁄4 in).

## Hình ảnh

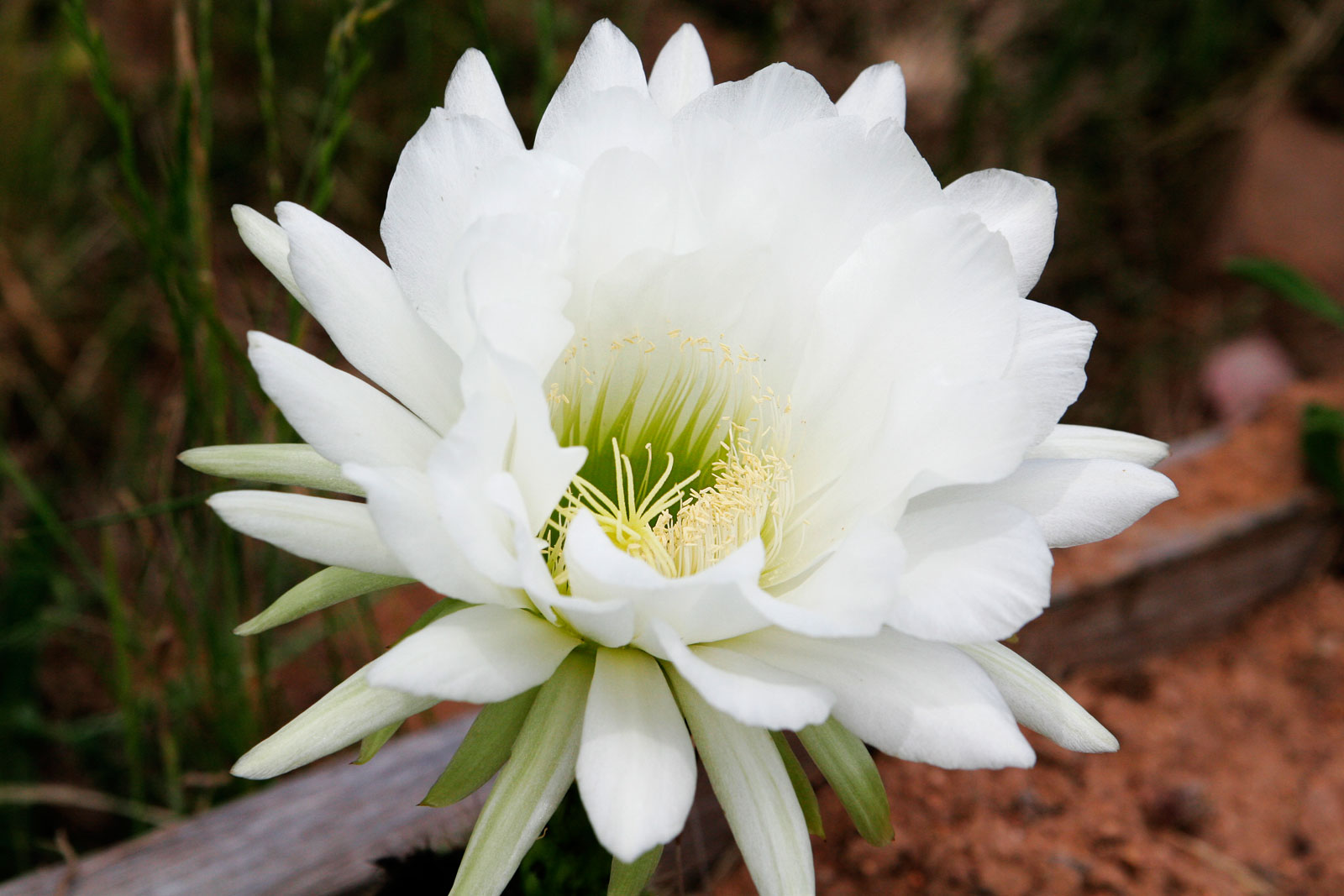
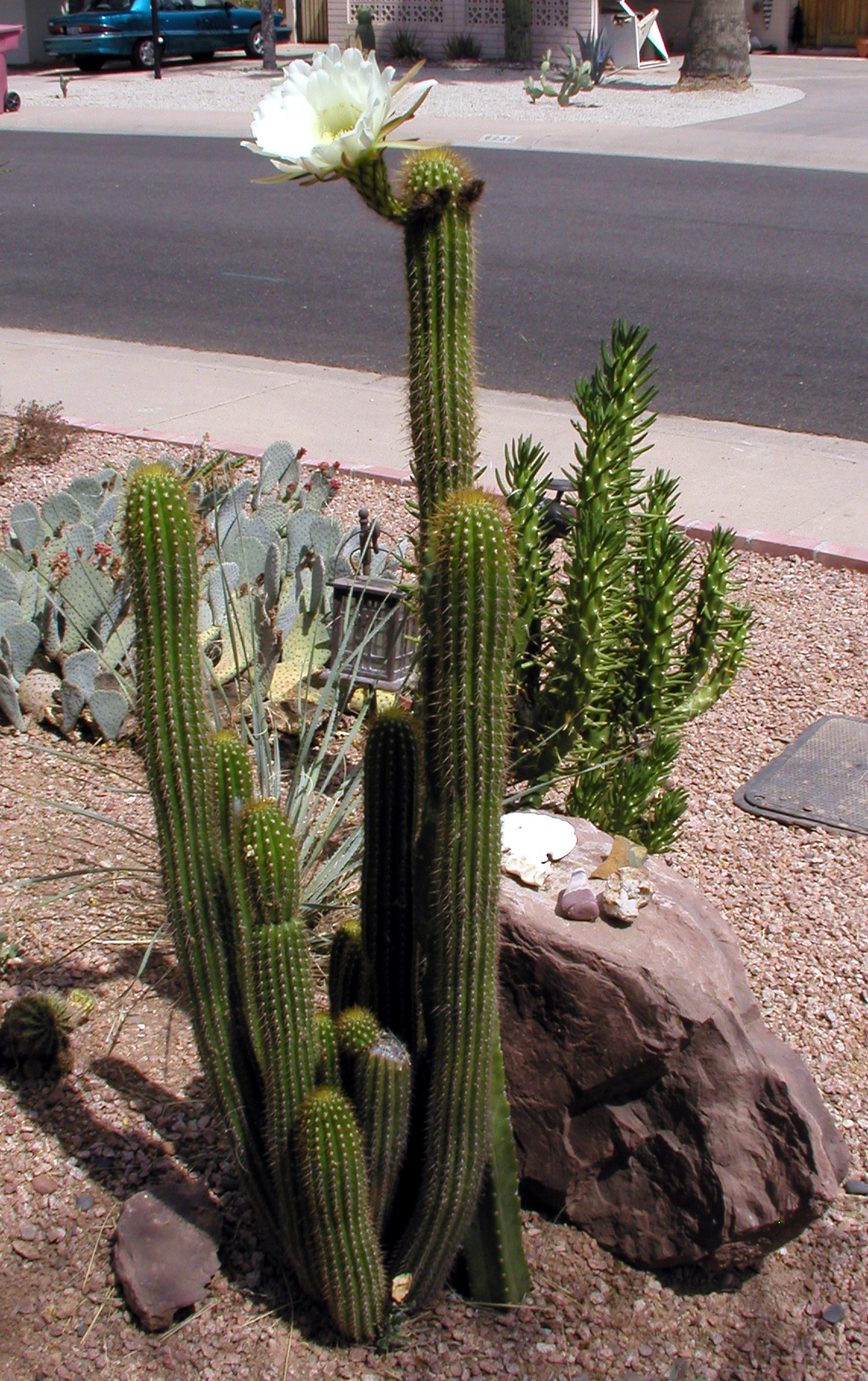
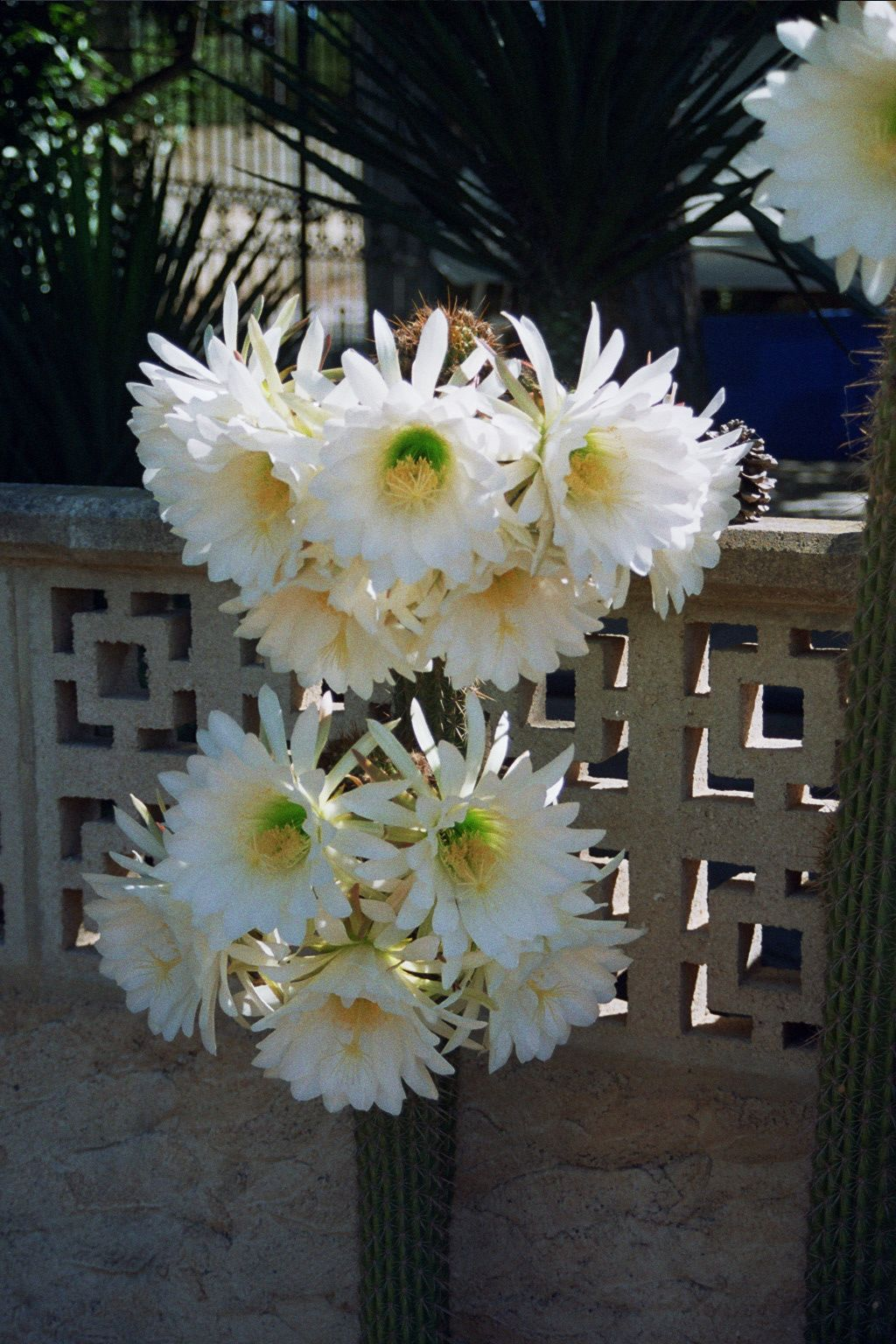
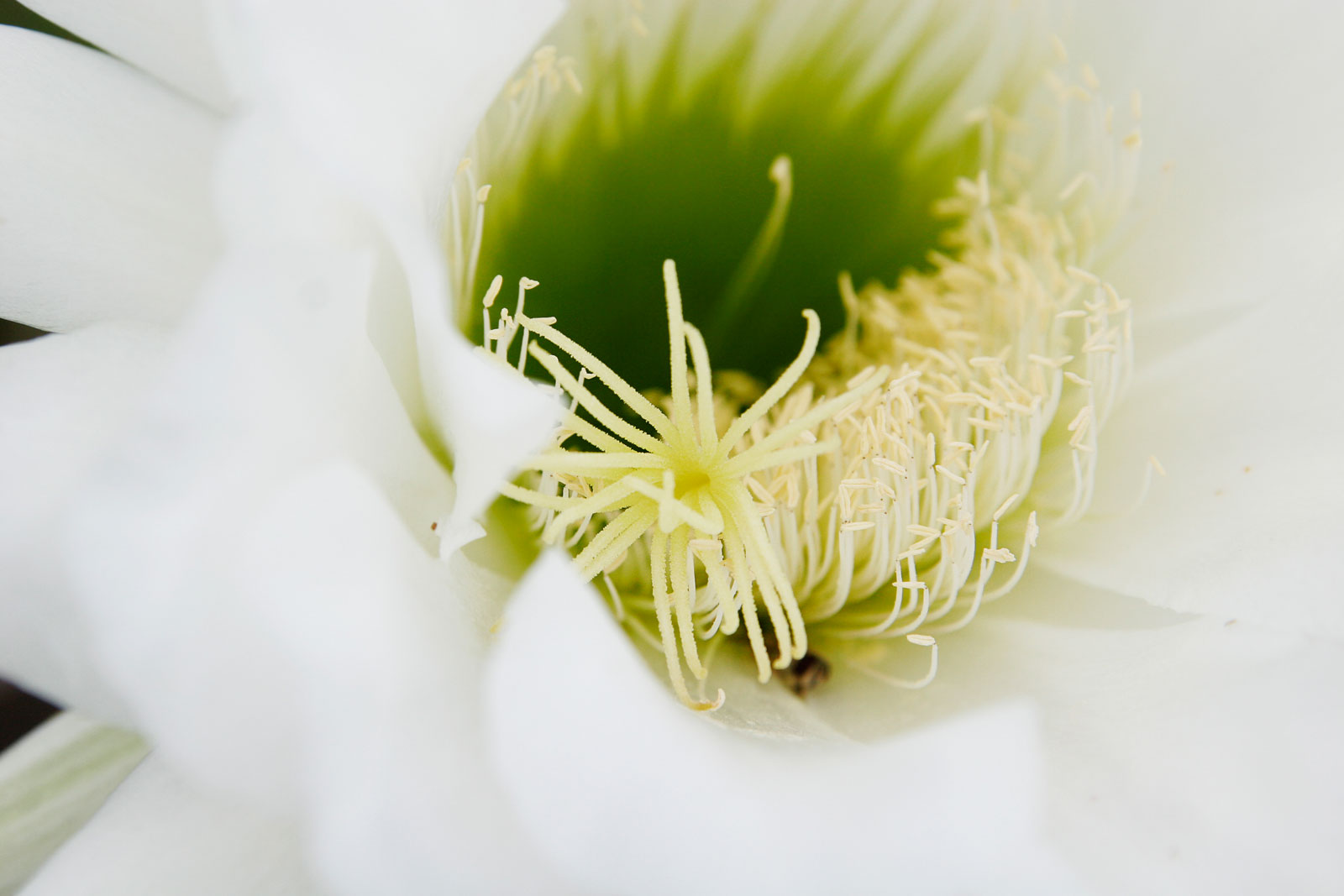